# دهقان (پروانه)
دهقان (پروانه) (نام علمی: Cirrochroa) نام یک سرده از تیره فرچه‌پایان است.